# Huntsville, Utah
Huntsville är en kommun (town) i Weber County i Utah. Vid 2010 års folkräkning hade Huntsville 608 invånare.